# Campeonato Africano de Futebol Feminino Sub-20
O Campeonato Africano de Futebol Feminino Sub-20 é o torneio qualificatório do continente africano para o Copa do Mundo de Futebol Feminino Sub-20.
O torneio inicial deu-se no ano de 2002, depois voltou a se realizar em 2006 e 2010, a partir de então o torneio passou a ser bianual. A Seleção Nigeriana é a maior campeã do torneio, tendo ganho 3 títulos, até a edição de 2010.

## Edições
| Ano           | Sede                 |         | Classificação final | Classificação final | Classificação final  | Classificação final | Classificação final |
| Ano           | Sede                 | Campeão | Campeão             | vice-campeão        | Terceiro colocado    | Terceiro colocado   |                     |
| ------------- | -------------------- | ------- | ------------------- | ------------------- | -------------------- | ------------------- | ------------------- |
| 2002 Detalhes | Jogos de ida e volta | Nigéria | Nigéria             | África do Sul       | Rep. Centro Africana | Marrocos            |                     |
| 2004 Detalhes | Jogos de ida e volta | Nigéria | Nigéria             | África do Sul       | RD do Congo          | Guiné Equatorial    |                     |
| 2006 Detalhes | Jogos de ida e volta | Nigéria | RD do Congo         |                     | Guiné Equatorial     | Guiné Equatorial    |                     |
| 2010 Detalhes | Jogos de ida e volta | Nigéria | Gana                |                     | RD do Congo          | África do Sul       |                     |
| 2012 Detalhes | Jogos de ida e volta | Gana    | Nigéria             |                     | Tunísia              | RD do Congo         |                     |
| 2014 Detalhes | Jogos de ida e volta | Gana    | Nigéria             |                     | Guiné Equatorial     | África do Sul       |                     |
| 2015 Detalhes | Jogos de ida e volta | Gana    | Nigéria             |                     | Etiópia              | África do Sul       |                     |
| 2018 Detalhes | Jogos de ida e volta | Gana    | Nigéria             |                     | Camarões             | África do Sul       |                     |
| 2022 Detalhes | Jogos de ida e volta | Gana    | Nigéria             |                     | Etiópia              | Senegal             |                     |

## Melhores Seleções
| Pos;  | Nação             | Campeão | Vice-campeão | Terceiro Lugar | Total |
| ----- | ----------------- | ------- | ------------ | -------------- | ----- |
| 1     | Nigéria           | 9       | 0            | 0              | 9     |
| 2     | RD Congo          | 1       | 0            | 2              | 3     |
| 3     | Gana              | 1       | 0            | 0              | 1     |
| 4     | África do Sul     | 0       | 2            | 1              | 3     |
| 5     | R.Centro-Africana | 0       | 0            | 1              | 1     |
| -     | Guiné Equatorial  | 0       | 0            | 1              | 1     |
| -     | Marrocos          | 0       | 0            | 1              | 1     |
| Total | Total             | 5       | 1            | 5              | 11    |